# 占語字母

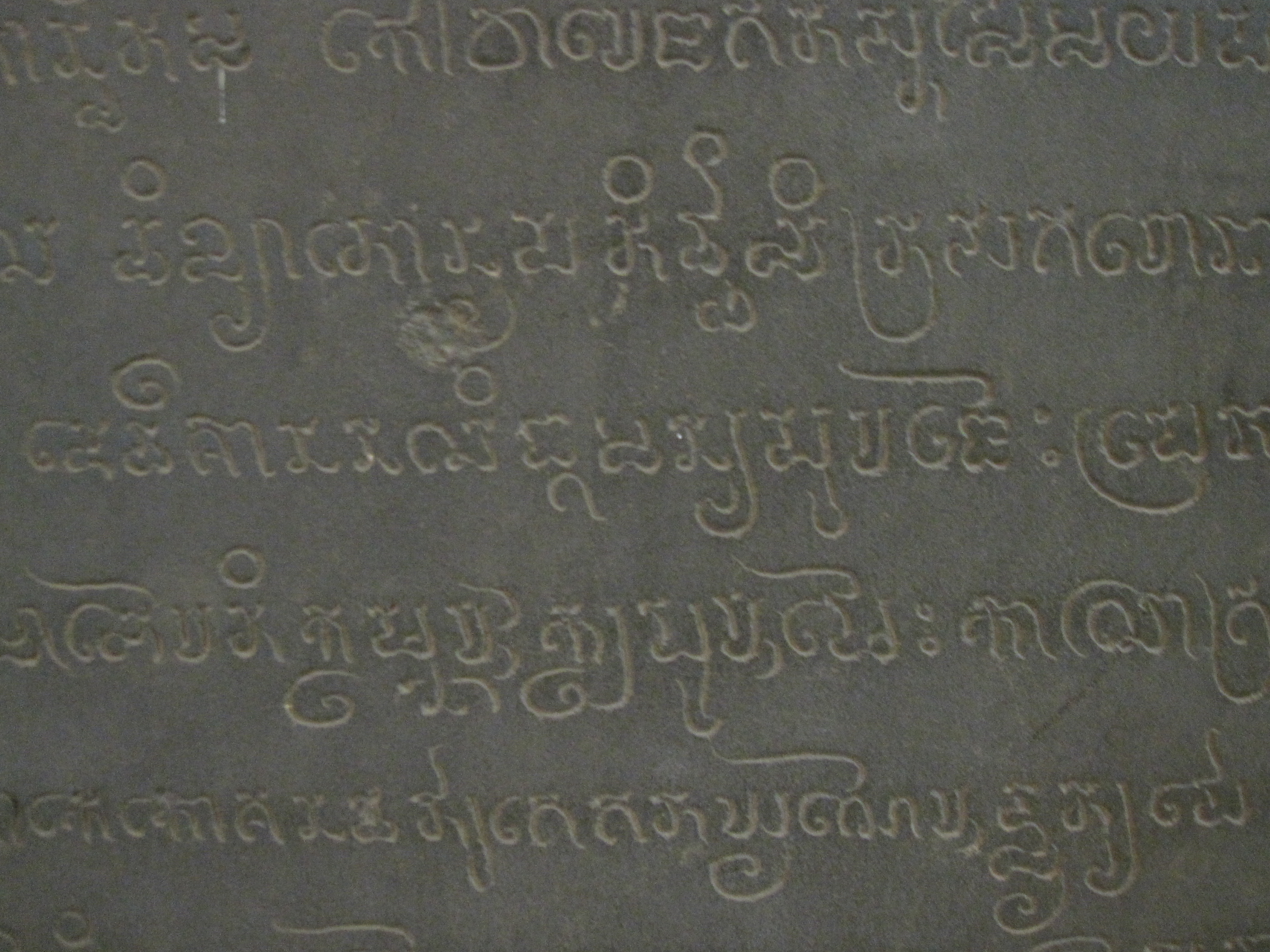
在波那加塔的碑文的特寫，公元965年，碑文內容為占婆王的功績。

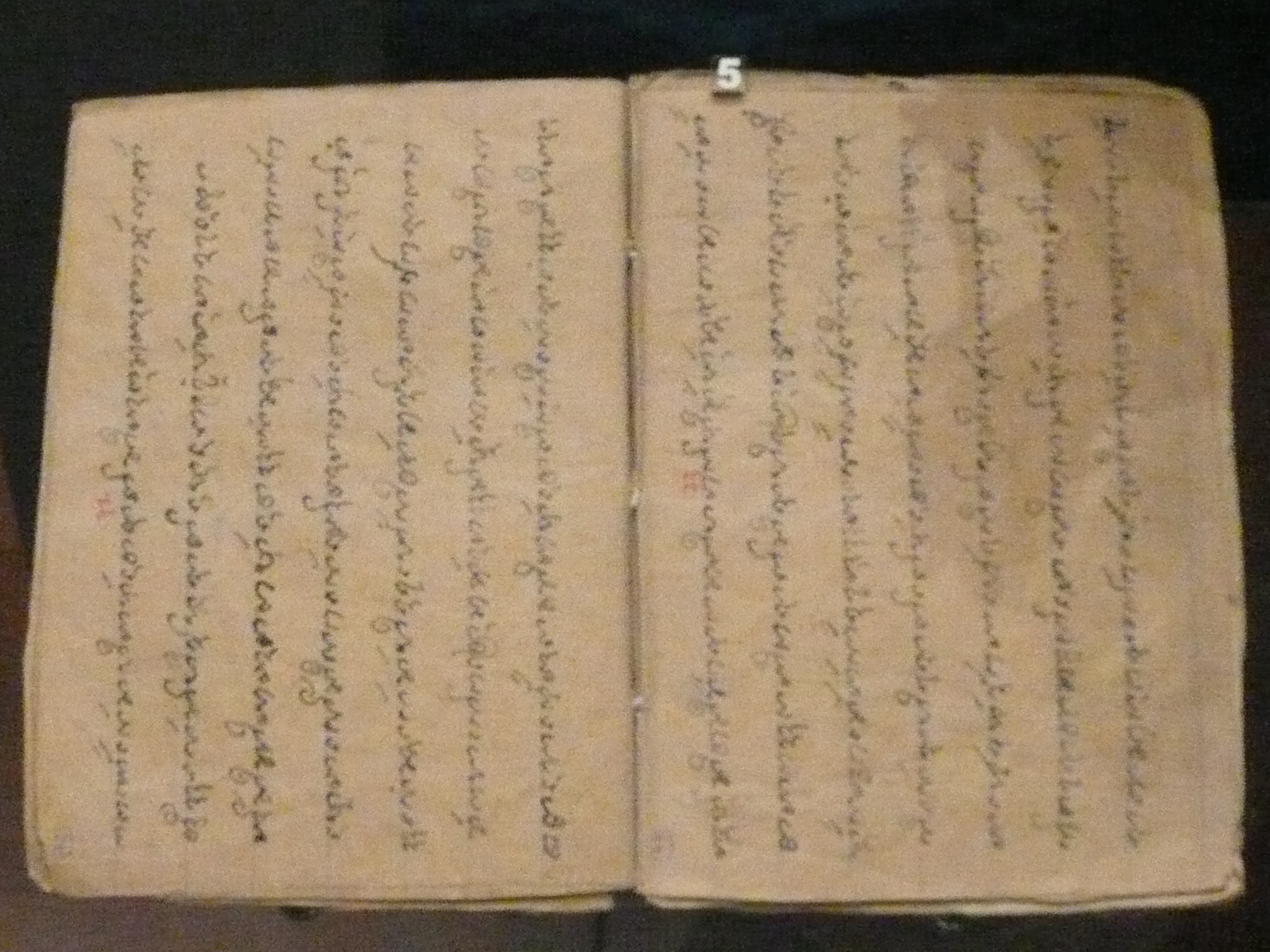
描述18世紀早期占城的文化的手稿

占語字母（英語：Cham script），又稱占城字母，用於書寫占語，是一種元音附標文字。占語屬於南島語系，約23萬名在越南和柬埔寨的占族人使用該語言和文字。占文的書寫由左至右横向書寫。

## 歷史
占語字母發展自婆羅米文，而婆羅米文又是亞蘭字母的後裔。約在公元200年，占文發展自一種稱為加蘭塔的南印度婆羅米文。隨著印度教和佛教的擴大，加蘭塔文被帶到東南亞。刻有占城文明的印度石廟中就有梵語和占語的獻辭。在越南最早的獻辭在美山寺中找到。追溯到約公元400年，最早期的文字實際是被寫錯的梵語。此後，獻辭的用語不斷在這兩種文字中交替。
占城國王曾學習經典的印度經文，如法典（Dharmaśāstra，一譯法論），和引自梵語文學的獻辭。最終，當占語和梵語互相影響時，占城吸收了印度教的文化，並終有足夠的占語詞彙表達印度宗教的相關思想。在公元8世紀時，占語字母終於脫離梵語的影響而獨立發展。而大多尚存的手稿著重於宗教儀式，戰爭史詩和神話。
現代占語屬於東南亞語言聯盟，有聲調等音節上的相似。然而，這些語言到達中南半島後出現了雙音節詞和無聲調詞。為了適應這種變化，文字要改變。
占族人分為兩支，一支居住在柬埔寨，另一支居住在越南，其中，居住於越南的成為藩朗占族。對於公元第一個千年期，占人的語言僅被看作越南海岸邊的一種方言。當越南語使用範圍向南部擴展時，當時的越南人才發現兩種語言是有明顯差別的，也正因為這次越南語的推廣運動，使大部分占族人搬回高地，而小部分藩朗占人則留在低地，受越南人統治。隨著越南人推翻當時占王朝的首都，西部占族人的占語與藩朗占语開始產生分歧。他們各自使用截然不同的字母，儘管前者大多數為穆斯林，而且現在多使用阿拉伯字母。後者更多為印度教徒，並依舊使用占語字母。在法國殖民統治期間，兩支都不得不使用拉丁字母。

## 使用情況
儘管這種文字在占文化中受到尊重，但並不意味着很多人在學習它。書寫上試圖簡化以促進更多人學習，但收效甚微。傳統意義上，男孩子約在足夠歲數和力氣去拉動水牛的12歲時學習占文，然而，婦女和女孩通常不允許讀書。

## 文字結構
作為一種元音附標文字，通過附加必要的元音附加符號到輔音上，占人有一套獨特的增補輔音。

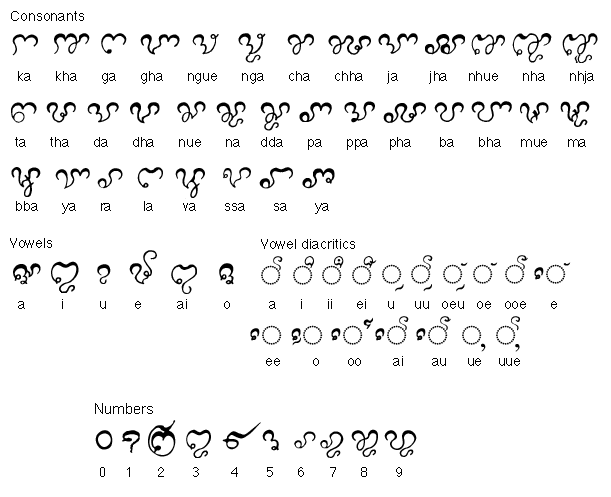
東部占語字母表。

大多數輔音字母，譬如[b]，[t]或[p]，包含固有元音[a]，在書寫時，這個元音不用寫出來。然而，鼻音[m]、[n]、[ɲ]和[ŋ]（後兩者常轉寫為nh和ng）所含的元音為[ɨ]（轉寫為eu）。有一種稱為kai的不與其他輔音一起的附加符號，加於鼻音下面表示元音[a]。
占語不僅有元音（V）和輔音-元音（C-V）兩種音節，若除去最後的，還可有輔音-元音-輔音（C-V-C）。占語字母中有一些確定的輔音字符，其他輔音僅僅在右邊伸出一條長尾去象徵缺失的確定的元音。

## Unicode編碼
隨著5.1版本的發行，占語字母在2008年4月添加至Unicode標準中。
在Unicode塊中占文為U+AA00 ... U+AA5F。灰色的地方為沒代碼的Unicode塊：
| 占文 Cham[1][2] Unicode Consortium 官方碼表 (PDF)       |   |   |   |   |   |   |   |   |   |   |   |   |   |   |   |   |
|                                                         | 0 | 1 | 2 | 3 | 4 | 5 | 6 | 7 | 8 | 9 | A | B | C | D | E | F |
| U+AA0x                                                  | ꨀ | ꨁ | ꨂ | ꨃ | ꨄ | ꨅ | ꨆ | ꨇ | ꨈ | ꨉ | ꨊ | ꨋ | ꨌ | ꨍ | ꨎ | ꨏ |
| U+AA1x                                                  | ꨐ | ꨑ | ꨒ | ꨓ | ꨔ | ꨕ | ꨖ | ꨗ | ꨘ | ꨙ | ꨚ | ꨛ | ꨜ | ꨝ | ꨞ | ꨟ |
| U+AA2x                                                  | ꨠ | ꨡ | ꨢ | ꨣ | ꨤ | ꨥ | ꨦ | ꨧ | ꨨ | ꨩ  | ꨪ  | ꨫ  | ꨬ  | ꨭ  | ꨮ  | ꨯ  |
| U+AA3x                                                  | ꨰ  | ꨱ  | ꨲ  | ꨳ  | ꨴ  | ꨵ  | ꨶ  |   |   |   |   |   |   |   |   |   |
| U+AA4x                                                  | ꩀ | ꩁ | ꩂ | ꩃ  | ꩄ | ꩅ | ꩆ | ꩇ | ꩈ | ꩉ | ꩊ | ꩋ | ꩌ  | ꩍ  |   |   |
| U+AA5x                                                  | ꩐ | ꩑ | ꩒ | ꩓ | ꩔ | ꩕ | ꩖ | ꩗ | ꩘ | ꩙ |   |   | ꩜ | ꩝ | ꩞ | ꩟ |
| 注釋 1.^ 依据 Unicode 14.0 2.^ 灰色區域為尚未分配的碼位 |   |   |   |   |   |   |   |   |   |   |   |   |   |   |   |   |

## 腳注

## 外部連結
维基共享资源上的相關多媒體資源：占語字母
- Omniglot Entry on Cham （页面存档备份，存于）
- more info on Cham alphabet (in Spanish) （页面存档备份，存于）
- Brunelle's article